# 서울서정초등학교
서울서정초등학교는 대한민국 서울특별시 양천구 목동에 위치한 공립 초등학교이다. 1987년 10월 17일에 개교하였다.

## 학교 연혁
- 1987년 8월 31일 : 서울서정초등학교 설립
- 1987년 10월 17일 : 개교
- 1997년 12월 30일 : 학교평가 우수학교(97년, 98년 2회)
- 1998년 3월 1일 : 교육부지정 인성교육 자율 시범학교 지정(2년간 운영)
- 2000년 11월 15일 : 학교평가(인성교육) 우수학교 선정
- 2000년 12월 28일 : 독서교육 우수학교 표창
- 2001년 12월 28일 : 학교체육 우수학교 표창
- 2002년 3월 1일 : 서울교육대학교 교육실습 협력학교 지정(4년간 운영)
- 2004년 12월 22일 : 수업방법개선 우수학교 교육감 표창
- 2005년 12월 20일 : 학교 공원화 사업 준공
- 2005년 12월 28일 : 학교경영 우수학교 교육장 표창
- 2007년 2월 8일 : 2006 학교평가 우수학교 교육감 표창
- 2007년 12월 28일 : 학교교육우수학교 교육감 표창
- 2009년 3월 1일 : 서울목운초등학교 분교
- 2010년 10월 28일 : 한누리관 개관
- 2010년 12월 31일 : 체육진흥 현장교육발전 교육감 표창
- 2012년 2월 15일 : 제25회 졸업식
- 2012년 3월 2일 : 37학급 편성
- 2012년 12월 27일 : 서울서정초등학교 병설유치원 설립인가(공립 3학급)
- 2013년 10월 30일 : 강서스토리텔러단 UCC공모전 우수상 수상
- 2014년 12월 24일 : 학교도서관 활성화 우수학교 교육감 표창
- 2027년 10월 17일 : 개교 40주년

## 참고 자료
- 서울서정초등학교 - 한국교육학술정보원 학교알리미

## 기타
- 2013년 MBC 수목드라마 《여왕의 교실》에서 산들초등학교의 촬영장소로 사용되었다.